# Gordon Reece
Sir James Gordon Reece, né le 28 septembre 1929 et mort le 22 septembre 2001, est un journaliste et producteur de télévision. Il devient le conseiller en communication de Margaret Thatcher et presque son « éminence grise », menant un travail couronné de succès lors de l'élection à la présidence du Parti conservateur de 1975 et lors des élections générales britanniques de 1979. C'est lui qui a conseillé et orienté Margaret Thatcher sur son style et sur la forme de ses campagnes, un style largement retenu.

## Biographie

### Enfance et parcours
James Gordon Reece naît le 28 septembre 1929 dans l'Essex, en Angleterre. Il est le fils d’un vendeur de voiture. Il fait ses études au Ratcliffe College, puis au Downing College de Cambridge.
Journaliste, il travaille d’abord au Liverpool Daily Post puis au Sunday Express (Daily Express).

### Conseiller en communication
Gordon Reece est le conseiller télévisuel du parti conservateur à partir de 1965. Il devient directeur stratégique de la campagne de Margaret Thatcher en 1975, quand celle-ci annonce qu'elle briguera la présidence du parti. En s'appuyant sur ses apparitions dans les médias, il lui donne des astuces et des conseils techniques en tous genres, allant de son simple positionnement par rapport au micro lorsqu’elle passe à la radio jusqu’à son style de présentation. Il retravaille sa coiffure et soigne son apparence dans les médias télévisuels, et il lui fait même prendre des cours pour qu’elle modifie sa voix, pour la rendre plus douce mais plus ferme, et obtient un changement au bout de deux mois. 
Pour l’élection générale de 1979, il cherche à cerner l’électorat hésitant. Il insiste sur le contact avec les gens et soutient l’idée des photographies sur lesquelles Margaret Thatcher peut être vue en train de faire la vaisselle dans sa cuisine, vêtue d’un tablier. L’enjeu pour eux est d’apparaître simple et soft, proche des problèmes de la classe moyenne, sans diluer le message politique. Avec Saatchi and Saatchi, il lance des affiches de campagne montrant une file de chômeurs attendant un emploi, avec le slogan « Labour Isn‘t Working ». Cette affiche fait éclat, donnant un grand écho à sa campagne et gardant une forte impression. Peter Thorneycroft, futur fervent partisan de la politique monétariste de Margaret Thatcher, considère que ce message a apporté la victoire aux conservateurs, et il est même reprit par le président du parti Grant Shapps qui lance pour l'élection de 2015 « Labour isn’t learning ». Dans la même cohérence de fond, Gordon Reece conseille à Margaret Thatcher de focaliser son discours sur les Anglais lors du débat avec le Premier ministre sortant James Callaghan, plutôt que de chercher à diffuser un message politique. Après la victoire de Margaret Thatcher à l’élection générale, il quitte le parti en 1980, en gardant des contacts avec eux et en restant un homme de confiance, et revenant en 1987 pour la communication télévisuelle de la campagne. Ainsi, en 1986, il est élevé au rang de chevalier.
Face à cette réussite, Reece obtient une réputation mondiale et est même invité à coacher les équipes de campagne de Ronald Reagan et de Franz Strauss. Il s’intéresse aux techniques des Américains pour pouvoir éventuellement les exploiter dans les campagnes des Tories.

### Fin de vie
Il meurt le 22 septembre 2001 d’un cancer qui avait déjà été diagnostiqué quelques jours avant son 72e anniversaire.

## Dans la culture populaire
Dans le film biographique La Dame de fer  (2011), le rôle de Gordon Reece est interprété par Roger Allam. Avec Airey Neave, incarné par Nicholas Farrell, il prend en main la campagne de Margaret Thatcher pour la tête du Parti conservateur.